# Austin Montego

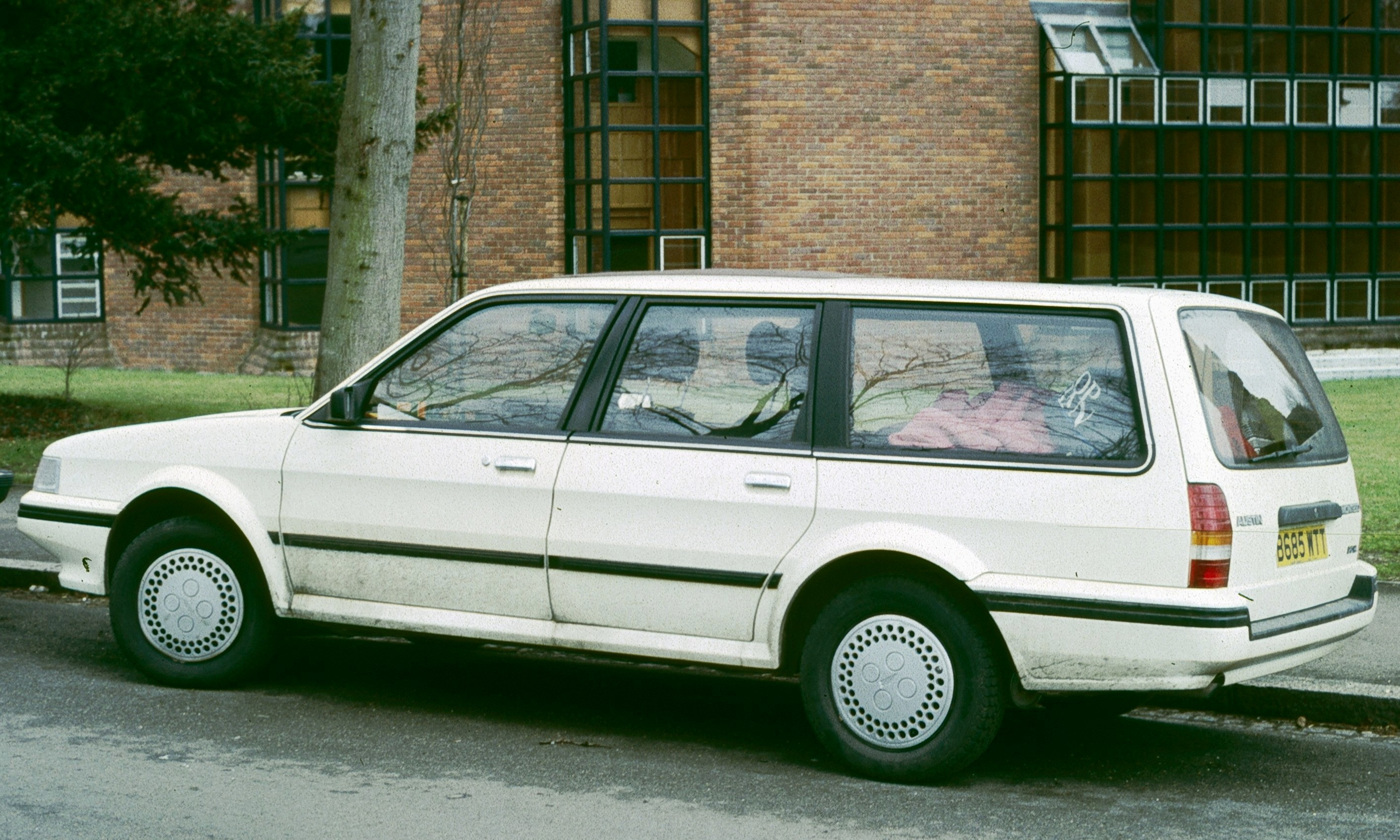
Austin Montego Countryman

Austin Montego var en familjebil i mellanklassen som introducerades 1984. Den ersatte då Morris Ital och byggde på teknik från Austin Maestro. Under denna period var varumärkesförvirringen inom Austin Rover Group stor och därför såldes Montego även med MG- och Rovermärke. Den sistnämnda kallades dock "Austin". 
Modellen fanns både som sedan och i två kombiversioner, varav den ena (Countryman) var sjusitsig. 1989 genomgick modellen en mindre ansiktslyftning och tillverkades i detta utförande fram till 1994 då den ersattes av Rover 600. Montego fick kritik för sin bristande kvalitet och såldes aldrig i Sverige. Totalt tillverkades cirka 570 000 Montego.